# 吞米·桑布扎纪念馆
吞米·桑布扎纪念馆是位于拉萨市尼木县吞巴乡吞达村的一座纪念藏文发明者吞米·桑布扎的纪念馆。

## 历史
吞米·桑布扎纪念馆位于拉萨市尼木县吞巴乡吞达村，距尼木县城大约20公里，距拉萨市区大约110公里，距离318国道2.7公里。该馆是纪念藏文发明者吞米·桑布扎的专题纪念馆。该馆景区以吞米·桑布扎故居以及后人为纪念他而建的“玛尼拉康”为主要景点，此外还有藏香水磨长廊、藏香制作流程、地方民俗等景点。
吞米·桑布扎故居大约建于吐蕃松赞干布时代，主要建筑为土木结构的二层建筑，面积约600多平方米。过去，故居内有三座高至屋顶的水转经桶，绘有松赞干布、吞米·桑布扎、十二因缘图（六道轮回图），21尊度母、观音、藏传佛教护法神、释迦牟尼之像，此外还有故居全景图等壁画。故居内原来还有多尊四手观音、文殊菩萨、金刚佛等佛像，以及《甘珠尔》、《丹珠尔》等佛经。因年代久远，故居内多处壁画及内部设施遭到破坏，仅存几处有残缺的壁画，内部设施则所余甚少。
故居以东50余米处，有一座民众自建的纪念吞米·桑布扎的“玛尼拉康”，保存着自故居中遗弃的文物，比如石刻观音像，金刚佛像，六字真言，还有一座水转经桶是仿造故居中的原物而建。2005年，尼木县人民政府立项兴建吞米·桑布扎纪念馆，并修复故居内的壁画，收集并恢复故居内原来的陈设。